# NGC 4112
NGC 4112 (również PGC 38452) – galaktyka spiralna z poprzeczką (SBb), znajdująca się w gwiazdozbiorze Centaura. Odkrył ją John Herschel 2 marca 1835 roku.